# Newland Head Conservation Park
Newland Head Conservation Park är en park i Australien. Den ligger i delstaten South Australia, omkring 78 kilometer söder om delstatshuvudstaden Adelaide.
Närmaste större samhälle är Encounter Bay, nära Newland Head Conservation Park. 
Genomsnittlig årsnederbörd är 766 millimeter. Den regnigaste månaden är juni, med i genomsnitt 142 mm nederbörd, och den torraste är december, med 22 mm nederbörd.